# Bora Đorđević
Borisav «Bora» Đorđević (Čačak, Serbia, 1 de noviembre de 1952-Liubliana, Eslovenia, 4 de septiembre de 2024) fue un cantante, compositor y poeta serbio, más conocido por ser el líder de la banda de rock Riblja Čorba. Renombrado por su marca y sus letras poéticas, Đorđević es considerado uno de los más influyentes artistas de rock serbios.

## Biografía
Bora Đorđević nació en 1952, hijo del maquinista Dragoljub Đorđević y de la profesora de lenguaje, Nerandža Corba.
A sus trece años de edad, formó la banda Hermelini con Borko Ilić (guitarra principal), Prvoslav Savić (guitarra rítmica), and Aca Dimitrijević (batería). Đorđević tocaba el bajo. La banda estaba fuertemente influenciada por la banda de Zagreb, Roboti.
Tras distintos problemas delictivos en su adolescencia, Đorđević se mudó a Belgrado, donde inició clases de teatro y participó en varias obras entre 1972 y 1973. Tras papeles exitosos, Bora siguió actuando pero como extra en distintas obras.
En 2021, fue reconocido con la Orden de la Estrella de Karadjordje.

### Vida personal y muerte
Estuvo casado con su primera esposa, Dragana, durante treinta años. Tuvieron un hijo en común. Se divorciaron en febrero de 2007 y tan solo un mes después, Dragana se suicidó por sobredosis con barbitúricos.
En 2009, Đorđević se casó con Aleksandra Savić, 28 años menor y a quien conoció en una gira en Estados Unidos. La pareja se divorció en 2014 y poco después Đorđević confirmó que tenía una nueva novia, Dubravka.
En 2016, Đorđević contrajo matrimonio con Dubravka en una ceremonia privada en Santorini, Grecia. Por su matrimonio con Dubravka, residía entre Belgrado y Liubliana.
A finales de agosto de 2024, Đorđević fue admitido en un hospital de Liubliana por una exacerbación de la enfermedad pulmonar obstructiva crónica (EPOC). Poco después contrajo neumonía y falleció el 4 de septiembre de 2024 a los 71 años de edad.

## Trabajo literario
Đorđević publicó su primer libro de poemas Ravnodušan prema plaču (Apático hacia el Llanto) en 1985. Dos años después, lanzó el segundo titulado Hej, Sloveni (Eh, Eslavos) y en 1988 se incorporó a la Asociación de Escritores de Serbia. Publicó ocho libros más:
- Prvih deset godina je najteže ("Los primeros diez años son los más difíciles"),
- Neću ("No quiero")
- Psihopata i lopata ("Un Psicópata y una pala")
- Srbi bez muke ("Serbios sin sudor")
- Brebusi
- Šta je pesnik hteo da kaže ("Qué significa el poema")
- Debela tragedija ("Tragedia gorda")
- Pusto ostrvo ("Isla desierta")

## Discografía

### Zajedno

#### Sencillos
- "Vizija" / "Goro moja" (1974)

### Suncokret

#### Álbumes
- Moje bube (1977)

#### Sencillos
- "Kara Mustafa" / "Moje tuge" (1975)
- "Gde ćeš biti, lepa Kejo" / Pusto more, pusti vali" (1976)
- "Rock 'n' Roll duku duku" / Gili gili blues" (1976)
- "Oj, nevene" / "Tekla voda" (1976)

### Rani Mraz

#### Sencillos
- "Računajte na nas" / "Strašan žulj" (1978)
- "Oprosti mi Katrin" / "Život je more" (1978)

### Riblja Čorba

#### Álbumes de estudio
- Kost u grlu (1979)
- Pokvarena mašta i prljave strasti (1981)
- Mrtva priroda (1981)
- Buvlja pijaca (1982)
- Večeras vas zabavljaju muzičari koji piju (1984)
- Istina (1985)
- Osmi nervni slom (1986)
- Ujed za dušu (1987)
- Priča o ljubavi obično ugnjavi (1988)
- Cosa nostra' (1990)
- Labudova pesma (1992)
- Zbogom, Srbijo (1993)
- Ostalo je ćutanje (1996)
- Nojeva barka (1999)
- Pišanje uz vetar (2001)
- Ovde (2003)
- Trilogija (2007)
- Minut sa njom (2009)
- Uzbuna! (2012)
- Da tebe nije (2019)

### Solista

#### Álbumes de estudio
- Njihovi dani (1996)

#### Álbumes en vivo
- Arsen & Bora Čorba Unplugged `87 (con Arsen Dedić, 1987)
- Bora priča gluposti (1988)